# Masaaki Suzuki
Masaaki Suzuki (鈴木 雅明 Suzuki Masaaki, født 29. april 1954) er en japansk organist, cembalist og dirigent samt grundlægger af og chef for Bach Collegium Japan.
Han blev født i Kobe i en kristen familie, hvor forældrene var amatørmusikere. Han studerede komposition og orgel ved Tōkyō Geijutsu Daigaku og fik senere undervisning i cembalo og orgel af Ton Koopman og Piet Kee samt improvisation af Klaas Bolt ved Conservatorium van Amsterdam.
I 1983 begyndte han at undervise ved Kvindeuniversitetet i Kobe og grundlagde Bach Collegium Japan, et barokorkester, i 1990. Gruppen begyndte at give koncerter regelmæssigt i 1992 og lavede sine første indspilninger tre år senere. Han dirigerer dem fra cembaloet, og de har også indspillet alle J.S. Bachs kantater hos BIS records. Han har også indspillet Bachs værker for cembalo og er en af de få tangentspillere, der har indspillet alle fire bøger med Bachs Clavierübung (inklusiv bog nr. 3, som er for pibeorgel). I 1995 påbegyndte han et projekt, hvor han ville indspille Bachs komplette kantater hos pladeselskabet BIS.
Han var cembalo- og orgelprofessor Tōkyō Geijutsu Daigaku. Fra 1. juli 2009 er Suzuki gæsteprofessor i kordirektion og dirigent ved Yale Schola Cantorum i en stilling delt mellem Yale Institute of Sacred Music og Yale School of Music.